# Leucaspis morrisi
Leucaspis morrisi är en insektsart som först beskrevs av Brittin 1915.  Leucaspis morrisi ingår i släktet Leucaspis och familjen pansarsköldlöss. Inga underarter finns listade i Catalogue of Life.